# Alghero
Alghero (sardisk: L'Alguer, S'Alighèra, L'Alièra) er en by og en kommune (comune) i provinsen Sassari i regionen Sardinien i Italien. Byen ligger i 7 meters højde og har 44.023 indbyggere (2016). Kommunen har et areal på 225,40 km² og grænser til kommunerne Olmedo, Putifigari, Sassari, Uri og Villanova Monteleone.